# 미토마 가오루
미토마 가오루(일본어: 三笘 薫, 1997년 5월 20일 ~ )는 일본 가나가와현 가와사키시 미야마에구 출신의 프로 축구 선수이다. 현재 잉글랜드 프리미어리그의 브라이턴 & 호브 앨비언 FC에서 미드필더로 활약하고 있으며, 일본 국가대표팀 선수이기도 하다.
종종 성이 "三苫"으로 잘못 표기되는 경우가 있으나, 올바른 표기는 대나무 초두(竹冠)가 포함된 "三笘"이다. 그의 형은 배우이자 패션 모델인 유키 고세이(結木 滉星)이다.

## 유소년 경력
형의 영향을 받아 축구를 시작했다. 초등학교 운동장에서 활동하는 클럽인 사기누마 SC에서 뛰었으며, 이후 가와사키 프론탈레 U-10에 입단했다. 고등학교 졸업까지 가와사키 프론탈레 유스팀에서 활약했다.
고등학교 졸업 후 곧바로 1군 승격 제안을 받았으나, 아직 프로 무대에서 성공할 자신이 없다는 이유로 이를 거절했다. 대신 추천을 통해 쓰쿠바 대학 체육전문학군에 진학했다.

### 쓰쿠바 대학
대학 2학년이던 2017년 6월 21일, 천황배 2라운드 베갈타 센다이전에서 2골을 기록하며 팀의 승리에 기여했다. 같은 해 8월, 유니버시아드 일본 대표로 선발되어 2017 타이베이 하계 유니버시아드에서 금메달을 획득했다.
2017년 9월, 가와사키 프론탈레의 특별 지정 선수로 승인되어 선수 등록을 마쳤다. 이후 2018년 7월, 2020시즌부터 가와사키 프론탈레에 입단할 것이 확정되었다.
2018년과 2019년에도 특별 지정 선수로 가와사키에 등록되었으며, 2019년 9월 8일, J리그컵 준준결승 2차전 나고야 그램퍼스전에서 1군 데뷔전을 치렀다.

## 클럽 경력

### 가와사키 프론탈레
2018년 7월 13일, 대학 3학년 때 2020 시즌부터 가와사키 프론탈레에 입단할 것이 확정되었다. 공식전 데뷔는 대학 4학년이던 2019년 9월 8일, J리그 르방컵 준준결승 2차전 나고야 그램퍼스전에서 후반 86분 교체 출전하며 이루어졌다. 또한, 2018년 8월 10일, 등번호 34번을 배정받고 특별 지정 선수로 등록된 바 있다.
2020년, 정식으로 가와사키 프론탈레에 입단하였다. 2월 22일, J1리그 개막전 사간 도스전에서 교체 출전하며 프로 데뷔전을 치렀다. 프로 첫 골은 2020년 7월 26일, 7라운드 쇼난 벨마레전에서 기록했다. 이후 같은 경기부터 8월 20일, 11라운드 세레소 오사카전까지 공식전 5경기 연속 골을 터뜨리는 활약을 펼쳤다.
10월 14일, 산프레체 히로시마전에서는 J리그 역사상 신인으로서 다섯 번째 2자리 수 득점을 달성했다. 최종적으로 13골 12도움을 기록하며, 베스트 일레븐에 선정되었고, 투표수에서는 최우수 선수(MVP)를 능가하는 활약을 보였다. 이러한 활약을 바탕으로 가와사키의 J1리그 우승과 천황배 우승(더블) 달성에 기여했다.
2021년 2월 20일, 후지 제록스 슈퍼컵에서 두 골을 기록하며 팀의 승리에 공헌했다.

### 브라이튼
2021년 8월 10일, 2020년 도쿄 올림픽 종료 후 잉글랜드 프리미어리그 브라이턴 & 호브 앨비언 FC로 완전 이적했다. 이적료는 약 300만 유로(약 39억 원)로, J리그에서 해외로 이적한 사례 중 역대 최고 금액으로 추정된다. 그러나 국가대표팀 출전 경험이 없어 영국 노동 허가를 받지 못해 벨기에 퍼스트 디비전 A 소속 루아얄 위니옹 생질루아즈로 임대 이적했다.

### 위니옹 SG (임대)
2021년 9월 12일, 벨기에 퍼스트 디비전 A 7라운드 헹크전에서 이적 후 첫 출전을 기록했다. 9월 21일, 벨기에 컵 5라운드에서 첫 선발로 나서며 공식전 데뷔 골을 터뜨렸다. 10월 16일 RFC 슬랑전에서는 2골 차로 뒤진 상황에서 후반 교체 출전해 해트트릭을 기록하며 팀의 역전 승리를 이끌었다.

### 브라이튼 복귀
2022년 여름, 브라이턴 & 호브 앨비언 FC으로 복귀하는 것이 공식 발표되었다. 7월 16일, 프리시즌 매치인 이스토릴전에서 후반 시작과 함께 교체 출전해 후반 20분에 브라이튼 데뷔전 골을 기록했다. 8월 13일, 프리미어리그 2라운드 뉴캐슬 유나이티드전에서 후반 74분에 교체 출전하며 프리미어리그 데뷔를 이뤘다. 10월 29일, 14라운드 첼시전에서 프리미어리그 첫 선발 출전해 경기 시작 5분 만에 드리블 돌파 후 결정적인 패스로 이적 후 첫 도움을 기록했다. 11월 5일, 15라운드 울버햄튼 원더러스전에서는 전반 44분에 프리미어리그 첫 골을 넣었다. 12월 31일 아스널전에서는 시즌 2호 골을 기록했으며, 해당 골은 클럽 월간 최우수 골로 선정되었다.
2023년 1월 14일, 20라운드 리버풀전에서 팀의 3-0 승리에 기여하며 프리미어리그 이주의 베스트11에 선정되었다. 1월 21일, 21라운드 레스터 시티전에서는 전반 27분에 페널티 아크 정면에서 중거리 슛으로 득점하며 프리미어리그에서 처음으로 경기 최우수 선수(MOM)에 선정되었고, 2주 연속 주간 베스트11에 이름을 올렸다. 1월 29일, FA컵 4라운드 리버풀전에서는 연장 추가시간 92분에 결승골을 기록했다. 이 골은 크로스를 아웃사이드 트래핑한 후, 보디 페인트로 수비를 제친 뒤 다시 볼을 띄워 오른발 아웃사이드 슛으로 마무리한 장면으로, 영국 언론으로부터 "마법 같은 골"이라는 찬사를 받았다. 2월 4일, 22라운드 본머스전에서는 경기 종료 직전인 87분에 헤딩 결승골을 터뜨렸다. 3월 4일, 26라운드 웨스트햄 유나이티드전에서 1골 1도움을 기록하며 시즌 프리미어리그 6호 골을 달성, 맨체스터 유나이티드 시절의 가가와 신지, 레스터 시티 시절의 오카자키 신지가 보유했던 일본인 선수 프리미어리그 한 시즌 최다 득점 기록과 타이를 이뤘다.
3월 19일, FA컵에서 시즌 9호 골을 터뜨리며 팀의 4강 진출에 기여했으며, FA컵 공식 SNS에서 팀의 ‘대표 선수’로 선정되었다. 4월 1일, 29라운드 브렌트포드전에서 루프 슛으로 시즌 7호 골을 기록하며 일본인 선수 프리미어리그 한 시즌 최다 득점 기록을 경신했다.
2023-24 시즌에도 주전으로 활약했으며, 8월 15일 2라운드 울버햄튼전에서 시즌 첫 골을 터뜨렸고, 해당 득점이 9월 15일 프리미어리그 8월의 월간 최우수 골로 선정되었다. 그러나 12월 21일, 18라운드 크리스탈 팰리스전을 마지막으로 허리 부상으로 장기 결장했고, 2024년 2월, 감독 로베르토 데 제르비가 남은 시즌 출전이 불가능하다고 밝혔다.
2024-25 시즌, 감독이 파비안 휘르첼러로 교체된 이후에도 시즌 초반부터 주전으로 활약하고 있다. 2025년 1월 16일, 프리미어리그 입스위치전에서 시즌 4호 골을 기록하며 오카자키 신지가 보유한 일본인 프리미어리그 통산 최다 골(리그 기준) 기록과 타이를 이뤘다. 이후 맨체스터 유나이티드전에서 시즌 5호 골을 넣으며 신기록을 경신했다. 또한, 25라운드 첼시전에서의 골이 개인 통산 두 번째 프리미어리그 월간 최우수 골로 선정되었다.

## 국가대표팀 경력
2021년 7월, 2021 도쿄 올림픽에 출전하는 U-24 일본 대표팀에 선발되었다. 8월 6일, 3·4위 결정전 멕시코전에서 후반 33분에 만회 골을 넣었지만, 팀은 1-3으로 패하며 4위로 대회를 마쳤다.
2021년 11월, 2022 FIFA 월드컵 아시아 최종 예선을 앞두고 일본 국가대표팀에 첫 발탁되었다. 11월 17일, 오만전에서 후반 교체 출전해 결승골이 된 이토 준야의 골을 어시스트하며 팀의 승리를 도왔다.
2022년 3월 25일, 호주 원정 경기에서 교체 출전 후 2골을 기록하며 일본의 월드컵 본선 진출을 확정짓는 데 결정적인 역할을 했다.
2022년 11월 1일, 2022 카타르 월드컵 일본 대표팀에 선발되었다. 조별리그 3경기에 모두 출전했으며, 3차전 스페인전에서는 후반 6분 도안 리츠의 크로스가 상대 골문 반대편으로 흐르자, 라인을 넘을 듯한 공을 가까스로 살려내며 패스했고, 이를 다나카 아오가 밀어 넣어 역전골을 기록했다. VAR 판독 결과 득점이 인정되었고, 일본은 승리하며 조 1위로 16강에 진출했다. 이 장면은 "미토마의 1mm"로 불리며 일본뿐만 아니라 전 세계적으로 화제를 모았고, FIFA가 공식적으로 설명하는 상황까지 이어졌다.
결승 토너먼트 16강전에서는 크로아티아와 맞붙었으며, 연장전 후 승부차기에서 키커로 나섰지만 실축했다. 일본은 결국 패배하며 16강에서 탈락했다. 이 대회에서 그는 모든 경기에서 교체 출전하며 팀의 16강 진출에 기여했고, 도미야스 다케히로, 다나카 아오, 마에다 다이젠과 함께 영국 BBC 선정 조별리그 베스트11에 이름을 올렸다.
2024년 1월 1일, 아시안컵 2023 일본 대표팀 명단에 포함되었다. 그러나 12월 21일 크리스탈 팰리스전에서 왼쪽 발목을 다쳐 4~6주 회복이 필요하다는 진단을 받았으며, 이에 대해 브라이튼의 로베르토 데 제르비 감독은 대표팀 차출 결정에 놀라움을 표했다. 대회 기간 동안 재활을 병행했으며, 베트남과의 조별리그 첫 경기 이후 처음으로 팀 훈련에 합류했다. 이후 16강 바레인전에서 후반 22분 교체 투입되며 아시안컵 데뷔전을 치렀고, 8강 이란전에서도 후반 22분에 교체 출전했지만, 경기 종료 직전 역전골을 허용하며 일본은 탈락했다. 부상의 영향으로 대회에서 두 경기 교체 출전에 그쳤다.
2024년 9월 5일, 2026 FIFA 월드컵 아시아 최종 예선 중국전에서 아시안컵 2023 이후 첫 출전을 기록했다. 전반 종료 직전 433일 만에 A매치 득점을 기록하며 팀의 대승을 이끌었다.

## 인물
- 어릴 적 우상이었던 선수는 가와사키 프론탈레의 나카무라 겐고였다. 초등학교 졸업 문집에서 존경하는 축구 선수로 나카무라를 언급했으며, 프론탈레 아카데미 소속 시절에는 1군 선수였던 나카무라와 손을 잡고 공식전에 입장한 적도 있다. 이후 프로로서 가와사키에 입단한 후에는 나카무라의 현역 마지막 골을 어시스트했다.
- 미토마는 한 학년 아래인 다나카 아오와 같은 초등학교와 중학교를 졸업했다. 두 사람은 가와사키시 사기누마에서 활동하는 축구 클럽 사기누마 SC와 가와사키 프론탈레 아카데미에서 함께 뛰었다. 미토마는 프론탈레 U-18에서 대학으로 진학했으며, 다나카 아오는 1군으로 승격했다. 이후 미토마가 대학 졸업 후 가와사키 프론탈레에 입단하면서 두 선수는 다시 팀 동료가 되었다. 2022년 카타르 월드컵에서는 둘 다 처음으로 월드컵 대표팀에 선발되었다. 특히 스페인전에서는 미토마가 타나카의 골을 어시스트하며, 어린 시절부터 함께한 두 선수가 월드컵 무대에서 득점을 합작한 장면이 큰 화제를 모았다. 이들의 활약은 사기누마 SC에도 영향을 미쳐, 카타르 월드컵 이후 입단 문의가 평소의 10배로 증가했다.[23] 한편, 같은 사기누마 SC 출신으로 월드컵에 참가한 선수로는 곤다 슈이치와 이타쿠라 고가 있다.
- 2022년 7월, 대학 시절부터 교제해 온 여성과 결혼했다고 발표했다. 이후 아내가 육상 삼단뛰기 선수인 켄모치 클리아라는 사실이 보도되었다.

## 통계
| 일본 | 일본 | 일본 |
| 연도 | 출전 | 득점 |
| ---- | ---- | ---- |
| 2021 | 1    | 0    |
| 2022 | 12   | 5    |
| 2023 | 5    | 2    |
| 2024 | 8    | 1    |
| 통산 | 26   | 8    |

## 수상 내역

### 구단
쓰쿠바 대학
- 전일본 대학 축구 선수권 대회 : 우승(2016년)
- 간토 대학 축구 리그전 1부 : 우승(2017년)
- 이바라키현 축구 선수권 대회 : 우승 2회(2016년, 2017년)

가와사키 프론탈레
- J1리그 : 우승(2020년)
- 천황배 JFA 전일본 축구선수권대회 : 우승(2020년)
- 후지 제록스 슈퍼컵 : 우승(2021년)

 루아얄 위니옹 생질루아즈
- 벨기에 퍼스트 디비전 A : 준우승 (2021-22시즌)

### 국가대표팀
유니버시아드 일본 대표
- 유니버시아드 : 금메달 2회(2017년, 2019년)

전일본 대학 선발
- 덴소컵 챌린지 축구 : 우승(2019년)

 일본 U-23
- 아시안 게임 : 은메달(2018년)
- 하계 올림픽 : 4위(2020년)

### 개인
- 간토 대학 축구 리그전 베스트 일레븐 : 3회(2017년-2019년)
- SURUGA I DREAM Award(2017년)
- 덴소컵 베스트 일레븐(2019년)
- J1리그 베스트 11(2020년)
- 일본 프로 축구 선수 협회 선정 MVP : 2회(2022년, 2023년)
- 일본 프로 축구 선수 협회 선정 베스트 11 : 3회(2022년-2024년)
- 프리미어 리그 이달의 골(2023년 8월, 2025년 2월)